# Diplectrona magna
Diplectrona magna là một loài Trichoptera trong họ Hydropsychidae. Chúng phân bố ở miền Cổ bắc.